# Kuvait hadereje
Kuvait haderejét öt haderőm alkotja: a szárazföldi erők, a légierő, a haditengerészet, a parti őrség és a nemzeti gárda. További haderőnemként a hadsereg része a rendőrség is.

## Fegyveres erők létszáma
- Aktív: 15 500 fő (önkéntesek)
- Tartalékos: 23 000 fő

## Szárazföldi haderő
Létszám
11 000 fő
Állomány
- 3 páncélos dandár
- 2 gépesített dandár
- 1 felderítő dandár
- 1 tüzér dandár
- 1 műszaki dandár
- 1 gárda dandár
- 1 kisegítő zászlóalj

Felszerelés
- 362 db harckocsi (M48 Patton, M1A2)
- 350 db páncélozott gyalogsági harcjármű (BMP–2/–3)
- 150 db páncélozott szállító jármű (M113, M577, Fuchs)
- 60 db tüzérségi löveg, mind önjáró

## Légierő
Létszám
2500 fő
Repülési idő a pilótáknak: 210 óra
Felszerelés
- 81 db harci repülőgép (F/A–18 Hornet, Mirage F1)
- 4 db szállító repülőgép
- 20 db harci helikopter
- 12 db szállító helikopter

## Haditengerészet
Létszám
2000 fő
Hadihajók
- 10 db járőrhajó
- 6 db vegyes feladatú hajó